# ژئوپارک

گردشگران در پردیس زمین‌شناسی جزیره قشم

ژئوپارک  منطقه‌ای است که در آن، میراث زمین‌شناختی آن ناحیه، با مدیریتی دقیق و دائمی حفظ و نگهداری می‌شود و با وسعت کافی که مرزهای آن به وضوح مشخص شده و چندین پدیده بارز زمین‌شناسی در محدوده آن قرار گرفته باشد. این محدوده باید بتواند در توسعه اقتصادی جوامع پیرامون خود نقش مؤثری ایفا نماید. ژئوپارک ممکن است علاوه بر پدیده‌های زمین‌شناسی از آثار تاریخی، بوم‌شناسی، باستان‌شناسی و میراث فرهنگی و طبیعی دیگر برخوردار باشد.

## تعاریف
ژئوپارک طبق تعریف یونسکو گستره‌ای است با مرزهای کاملاً آشکار و پهنه کافی که دربرگیرنده چند پدیده زمین‌شناسی کمیاب و برجسته بوده و در آن گستره جاذبه‌های طبیعی، تاریخی و فرهنگی ارزشمند نیز یافت شود. این گستره باید از برنامه‌های مدیریت گسترش و بهره‌برداری و طرح‌های حفاظتی برخوردار باشد و توان بالا بردن سطح اقتصادی جامعه محلی و جلب همکاری‌های مردمی را دارا باشد. محمد ابراهیم لاریجانی مجموعه مقالات نقش ژئوپارک‌ها در توسعه گردشگری منتشر شده در سال ۱۳۸۶
افزون بر تعریف رسمی یونسکو می‌توان گفت: «ژئوپارک محدوده‌ای است که ویژگی اصلی آن وجود ژئوسایت‌های پراهمیت، طبیعت و محیط زیست غنی، ویژگی‌های فرهنگی جذاب و از همه مهم‌تر مشارکت و حضور فعال جامعه محلی در برنامه‌های توسعه، حفاظت و پایداریست.»

## ژئوپارک در جهان
ثبت محدوده‌هایی تحت حفاظت و مشخص برای گردشگری با عنوان ژئوپارک در دنیا از سال ۲۰۰۰ میلادی رواج دارد و تاکنون بیش از هشتاد ژئوپارک در دنیا به ثبت فهرست ژئوپارک‌های جهانی یونسکو رسیده‌است.
در حال حاضر چین اولین کشور آسیایی است که بیشترین تعداد ژئوپارک جهانی و ملی دارد. ژئوپارک قشم اولین ژئوپارک ایران و خاورمیانه است.

## ژئوپارک در ایران
به‌طورکلی اکثر مناطق تحت حفاظت چهارگانه کشور قابلیت تبدیل به ژئوپارک ملی دارند و توسط نکوئی صدری 1390 تعداد ۵۰ پتانسیل برای ژئوپارک‌های آتی کشور پیش‌بینی شده‌است. در توسعه گردشگری منتشر شده در سال ۱۳۸۶
هنوز در میان پژوهشگران مختلف مفاهیم مربوط به ژئوسایت و ژئوپارک مبهم مانده‌است درحالی که ژئوپارک معنای وسیع تری از ژئوسایت دارد.
در اطلس توانمندی‌های ژئوپارک و ژئوتوریسم ایران، امری‌کاظمی ۲۲ منطقه را در ایران به عنوان مناطق پیشنهادی برای معرفی و ثبت تحت عنوان ژئوپارک به تفصیل معرفی کرده‌است.
ژئوپارک ملی جلفا و ژئوپارک جهانی جلفا-ارسباران در شمال استان آذربایجان شرقی درمنطقه جلفا دومین محدوده پیشنهادی رسمی کشور به سازمان یونسکو است که شناسایی و پیشنهاد اولیه آن‌ توسط بهرام نکوئی صدری در سال ۱۳۸۷ انجام شده‌است. امروزه بخشی از این منطقه پیشنهادی، ژئوپارک ارس نام گذاری شده است. 
ژئوپارک قشم نخستین ژئوپارک خاورمیانه در جزیره قشم به عضویت شبکه جهانی ژئوپارک‌های ملی تحت حمایت یونسکو درآمده‌است.

### خروج ژئوپارک قشم از فهرست یونسکو
در دی ماه سال ۱۳۹۱، خبرگزاری مهر گزارش داد که ژئوپارک قشم، به دلیل ناتوانی مدیران سازمان منطقه آزاد قشم در انجام معیارهای ثبت جهانی ژئوپارک از فهرست یونسکو خارج شد.
پرونده بازگشت ژئوپارک قشم به منظور بازگشت به شبکه جهانی ژئوپارک‌ها آذرماه سال ۱۳۹۴ و پس از اقدام‌های مختلف به منظور حل مشکلات مطرح شده به یونسکو ارسال شد. در صورت نبود نقص، این پرونده تا شهریور ۹۵ برای طرح و اضافه شدن به ۱۱۲ ژئوپارک جهان آماده می‌شود.

### ثبت دوباره در یونسکو
پس از تغییر دولت مدیریت جدید ژئوپارک قشم با همراهی شبانه‌روزی جامعه محلی، کارشناسان و مدیران و با حمایت کامل مدیریت عامل سازمان منطقه آزاد قشم تلاش‌های زیادی کردند تا ژئوپارک قشم بار دیگر بتواند کارت سبز یونسکو را دریافت کنند و دوباره به این عنوان ارزشمند دست یابد.
پرونده بازگشت ژئوپارک قشم به منظور بازگشت به شبکه جهانی ژئوپارک‌ها آذرماه سال ۱۳۹۴ و پس از اقدام‌های مختلف به منظور حل مشکلات مطرح شده به یونسکو ارسال شد.
سرانجام ۱۵ اردیبهشت ۱۳۹۶ در دویست و یکمین نشست ژئوپارک‌های یونسکو که در فرانسه برگزار شد ژئوپارک قشم کارت سبز گرفت و بار دیگر جهانی شد.
امروز ژئوپارک قشم به عنوان یک ژئوپارک جهانی در یک دوره چهارساله تأیید شده و تا سال ۲۰۲۰ به‌صورت رسمی زیرنظر یونسکو فعالیت خواهد کرد.